# 1356 Nyanza
Az 1356 Nyanza (ideiglenes jelöléssel 1935 JH) a Naprendszer kisbolygóövében található aszteroida. Cyril Jackson fedezte fel 1935. május 3-án, Johannesburgban.